# Japonska Formula 2000 sezona 1974
Japonska Formula 2000 sezona 1974 je bila drugo prvenstvo Japonske Formule 2000, ki je potekalo med 19. marcem in 3. novembrom 1974. 

## Koledar dirk
| Št | Dirkališče | Država   | Datum         | Krogi | Razdalja     | Čas      | Hitrost | Zmagovalec        | Pole              | Najh. krog        |
| -- | ---------- | -------- | ------------- | ----- | ------------ | -------- | ------- | ----------------- | ----------------- | ----------------- |
| 1  | Suzuka     | Japonska | 19. marec     | 25    | 6.000=150 km | 58'43.5  |         | Motoharu Kurosawa | Moto Kitano       | Motoharu Kurosawa |
| 2  | Suzuka     | Japonska | 8. september  | 20    | 6.000=120 km | 57'29.03 |         | Masahiro Hasemi   | Noritake Takahara | Masahiro Hasemi   |
| 3  | Suzuka     | Japonska | 29. september | 25    | 6.000=150 km | 51'36.08 |         | Noritake Takahara | Noritake Takahara | Noritake Takahara |
| 4  | Suzuka     | Japonska | 3. november   | 25    | 6.000=150 km | 50'48.4  |         | Noritake Takahara | Masahiro Hasemi   | Noritake Takahara |